# Iossif Iljitsch Gichman
Iossif Iljitsch Gichman (* 26. Mai 1918 in Uman; † 30. Juli 1985 in Donezk; russisch Иосиф Ильич Гихман, ukrainisch Йосип Ілліч Гіхман Jossyp Illitsch Hichman, englische Transkription Iosif Ilyich Gikhman) war  ein sowjetisch-ukrainischer Mathematiker, der sich mit Wahrscheinlichkeitstheorie und stochastischen Prozessen befasste.

## Leben
Gichman studierte an der Universität Kiew mit dem Abschluss 1939 und wurde 1942 bei Nikolai Nikolajewitsch Bogoljubow  in Taschkent promoviert (Über den Einfluss eines stochastischen Prozesses auf ein dynamisches System (Russisch)). Die Dissertation behandelte eine strenge Ableitung von Markov-Prozessen (mit zugehörigen Wahrscheinlichkeitsverteilungen, die die Fokker-Planck-Gleichung erfüllen) in dynamischen Systemen mit Rauschen. Das Ergebnis hatten Nikolai Mitrofanowitsch Krylow und Bogoljubow schon in ihren Untersuchungen verwendet. In ihr und Folgearbeiten führte er auch stochastische Differentialgleichungen ein. Um dieselbe Zeit tat dies in Japan Itō Kiyoshi (mit seinem Konzept stochastischer Integration). 1955 habilitierte Gichman sich (russischer Doktortitel). Er lehrte an der Universität Kiew, wo er mit seinem Kollegen Anatoli Skorochod zusammenarbeitete und mehrere Monographien und Lehrbücher verfasste.
Er gilt als einer der Begründer der Theorie stochastischer Differentialgleichungen und befasste sich mit mathematischer Statistik, Grenzwertsätzen, multidimensionalen Martingalen und stochastischer Kontrolle.
Er war seit 1965 Mitglied der Ukrainischen Akademie der Wissenschaften.

## Schriften
- mit Skorochod: Introduction to the theory of random processes, W. B. Saunders 1969, Dover 1996
- mit Skorochod: Stochastic Differential Equations, Springer Verlag 1972
- mit Skorochod: Controlled stochastic processes, Springer Verlag 1979
- mit Skorochod: Theory of stochastic processes, Springer Verlag, 3 Bände, Grundlehren der mathematischen Wissenschaften, 2004–2007